# Gleichheit
Gleichheit (gelegentlich und vor allem im politischen oder philosophischen Kontext frz. Égalité) bedeutet sinngemäß die Übereinstimmung von zwei (oder mehr) Dingen (z. B. Gegenständen, Personen, Sachverhalten) in einem oder mehreren Merkmalen (bei möglicher Verschiedenheit in anderen Merkmalen). Gleichheit bezeichnet das Verhältnis zwischen den verglichenen Gegenständen oder Personen. Gleichheit kann bestehen bezüglich der Qualität, der Quantität oder der Relation. Sie wird durch die Methode des Vergleichs festgestellt.
Bezogen auf den Menschen ist Gleichheit ein allgemeines Gerechtigkeitsideal, das in seiner Entwicklung mehr als zweitausend Jahre zurückreicht. Verfassungsrechtliche Bedeutung erlangte die Gleichheit 1776 in der Unabhängigkeitserklärung der Vereinigten Staaten. Gleichheit war neben Freiheit und Brüderlichkeit eines der drei Leitmotive der Französischen Revolution von 1789 (liberté, égalité, fraternité). Es ist ein demokratisches Grundprinzip, dass alle Menschen vor dem Gesetz gleich sind.

## Abgrenzung zu anderen Begriffen
Identität bedeutet eine völlige Übereinstimmung, das heißt Ununterscheidbarkeit in Hinsicht auf jedes Merkmal. 
Ähnlichkeit bezeichnet im Gegensatz zur Gleichheit eine annähernde Übereinstimmung von zwei (oder mehr) Dingen in einem oder mehreren Merkmalen. Z.B. die Morgenröte und die Abendröte sind sich in ihrer Farbe ähnlich.

## Geschichtliche Entwicklung
Das Recht auf Gleichheit unter Vollbürgern einer Polis findet sich bereits unter dem Begriff isonomia im antiken Griechenland. Nach den Reformen des Kleisthenes bezeichnete der Begriff isonomia die Gleichheit vor dem Gesetz. Danach hatte jeder das gleiche Anrecht auf eine Behandlung entsprechend dem Gesetz.
Aristoteles unterschied wie Platon zwischen zwei Arten von Gleichheit. Die arithmetische Gleichheit ist zahlenorientiert. Bei dem Verkauf einer Sache ist für das überlassene Gut ein entsprechender Wert geschuldet, es geht um die Äquivalenz von Leistung und Gegenleistung. Bei der Beschädigung einer Sache muss für den verursachten Schaden aufgekommen werden. Die Wahrung der arithmetischen Gleichheit ist Sache der ausgleichenden Gerechtigkeit. Die zweite Form der Gleichheit hat qualitativen Charakter. Sie ist bei der Verteilung von Gütern und Ämtern von Bedeutung. Es geht um die verteilende Gerechtigkeit als geometrische bzw. proportionale Gleichheit. Nach Aristoteles und Platon steht demjenigen mehr zu, dessen Verdienste größer sind. Soziale Gleichheit galt bei Aristoteles und Platon nur für freie Männer. Ihre Frauen waren ausgeschlossen, desgleichen Sklavinnen und Sklaven, auf deren Arbeitsleistung das antike Wirtschafts- und Gesellschaftsleben ruhte.
Bei Ulpian findet man die Grundsätze: Lebe ehrenhaft, tue niemandem Unrecht, gib jedem das Seine. Gerechtigkeit ist der unwandelbare und dauerhafte Wille, jedem sein Recht zu gewähren.
Als Folge demokratischer Tendenzen wurde 1647 in dem Verfassungsentwurf der englischen Independenten, Agreement of the People, kraftvoll die Gleichheit aller Menschen betont. Um die Rechte der nichtadligen Bevölkerungsmehrheit zu schützen, hatte im 16. Jahrhundert Johannes Calvin als beste Staatsform eine Mischung aus Demokratie und Aristokratie empfohlen.
Thomas Hobbes entwarf einen im theoretischen Naturzustand egalitär lebenden Menschen. Die Idee des Naturzustandes ist grundlegend für seine politische Philosophie, es geht dabei um ein Gedankenexperiment. Jeder Mensch ist gleich und frei, und jeder hat das natürliche Recht und auch die gleiche Begabung, seine egoistische Natur unbegrenzt, auch gegen den Widerstand anderer, durchzusetzen. Gleichheit wird damit zur Ursache für einen Kriegszustand. Die Selbsterhaltung bringt den Menschen dazu, den Naturzustand zu verlassen und einen Gesellschaftsvertrag zu schließen. Der Gesellschaftsvertrag ist ein Unterwerfungsvertrag unter einen Souverän. „Ich übergebe mein Recht, mich selbst zu beherrschen, diesem  Menschen oder dieser Gesellschaft unter der Bedingung, daß du ebenfalls dein Recht über dich ihm oder ihr abtrittst.“
Weiterverarbeitet und verbreitet wurde die Idee der Gleichheit und anderer Menschenrechte durch die Aufklärung. John Locke, dessen politisches Denken auf einer Reihe „protestantisch-christlicher Annahmen“ fußte, leitete die grundlegende Gleichheit der Menschen, einschließlich der Gleichstellung der Geschlechter (Adam and Eve), aus (Gen 1,26 ) bis (Gen 1,28 ) (Imago Dei) her. Locke folgerte daraus unter anderem, dass, da alle Menschen gleich frei geschaffen seien, jede Regierung die Zustimmung der Regierten brauche.
Die Berichte von akephalen („herrschaftsfreien“) und konsensdemokratisch organisierten indigenen Völkern der Kolonialzeit standen häufig in starkem Kontrast zu den streng hierarchischen Strukturen des damaligen Europas und brachten durch entsprechende Kulturvergleiche neue Aspekte in das europäische Gedankengut ein. Sie beförderten die damaligen Utopien der Gleichheit. Das folgende Zitat eines Tionontati-Indianers vom Ende des 17. Jahrhunderts im Gespräch mit dem Franzosen Baron de Lahontan liefert dafür ein anschauliches Beispiel:

„Nein, ihr seid bereits unglücklich genug, und ich kann wirklich nicht sehen, wie ihr noch unglücklicher werden könntet. Was für eine Art Mensch mag der Europäer sein? […] Im Ernst, lieber Bruder, ich fühle Mitleid mit dir vom Grunde meiner Seele. […] Ich bin Herr meiner selbst und dessen, was mein ist. […] Dein Körper und deine Seele dagegen sind zur Abhängigkeit von deinem großen Kommandanten verdammt; dein Gouverneur verfügt über dich; du hast nicht die Freiheit, das zu tun, worauf du Lust hast; du fürchtest dich vor Räubern, falschen Zeugen, Mördern und so weiter, und du bist der Knecht unzähliger Personen, die dir, dank ihrer Stellung, befehlen dürfen. Ist das wahr oder nicht?“

Wie Locke etwa hundert Jahre zuvor begründete die amerikanische Unabhängigkeitserklärung Gleichheit, (Recht auf) Leben, Freiheit und das Streben nach Glück aus dem biblischen Schöpfungsglauben. Die Menschenrechte haben ihre Wurzeln nicht in der Idee des autonomen Menschen, vielmehr sind sie theonomes Gedankengut, das im Amerika des späten 18. Jahrhunderts weit verbreitet war (Equality by creation, [Gleichheit durch Schöpfung]). Lockes Folgerung aus dem Gleichheitsgrundsatz, dass jede Regierung die Zustimmung der Regierten brauche, benutzten die amerikanischen Revolutionäre als Rechtfertigung für ihre Trennung von der britischen Monarchie.
Für Jean-Jacques Rousseau bedeutete Gerechtigkeit, die dem Menschen angeborene Gleichheit und Freiheit gesellschaftlich zu verwirklichen. Er beurteilte das Privateigentum und die Teilung der Gesellschaft in Besitzende und Nicht-Besitzende kritisch. „Keine Gesellschaft kann ohne Tausch bestehen; kein Tausch ohne gemeinsames Maß und kein gemeinsames Maß ohne Gleichheit. Also muss jede Gesellschaft als erstes Gesetz irgendeine konventionelle Gleichheit haben, entweder zwischen den Menschen oder zwischen den Dingen. Die konventionelle Gleichheit zwischen den Menschen, die von der natürlichen Gleichheit sehr verschieden ist, erfordert das positive (oder gesetzte) Recht, d. h. Regierung und Gesetze.“
Die französische Erklärung der Menschen- und Bürgerrechte beruhte nicht mehr auf dem Schöpfungsglauben, sondern auf dem utilitaristischen Konzept des „gemeinsamen Nutzens“ (utilité commune), obwohl zwei der drei Schlagworte der Französischen Revolution – égalité, liberté – aus der amerikanischen Unabhängigkeitserklärung stammen. Von diesem Dokument, der Verfassung und der Bill of Rights der Vereinigten Staaten sowie der Französischen Revolution wurde der Gleichheitsgedanke zusammen mit anderen Grundrechten in die Staatsverfassungen zahlreicher Länder weltweit und in die Charta und die Allgemeine Erklärung der Menschenrechte der Vereinten Nationen übernommen.
Immanuel Kant leitete die angeborene Gleichheit unmittelbar aus der Freiheit ab. Er erklärte mit dem kategorischen Imperativ: „Handle so, dass die Maxime deines Willens jederzeit zugleich als Prinzip einer allgemeinen Gesetzgebung gelten könne“. Die angeborene Gleichheit ist nach Kant „die Unabhängigkeit nicht zu Mehrerem von Anderen verbunden zu werden, als wozu man sie wechselseitig auch verbinden kann; mithin die Qualität des Menschen, sein eigener Herr (sui juris) zu sein.“
Im 20. Jahrhundert formulierte John Rawls Grundsätze zur gesellschaftlichen Verteilungsgerechtigkeit. Das, was man nicht zu verantworten hat, dürfe kein Verteilungskriterium sein. Unterschiede aufgrund natürlicher Begabung und sozialer Umstände sollen nach Rawls kompensiert werden. Fair sei eine ungleiche Verteilung sozialer Güter, wenn sie sich aus Handlungen und Entscheidungen des Betroffenen ergebe. Jeder soll im Umgang mit Institutionen ein gleiches Recht auf größtmögliche Freiheit haben, die mit derselben Freiheit für alle vereinbar ist. Soziale Ungleichheiten, die durch Institutionen bedingt sind, sind als willkürlich einzustufen, es sei denn, dass sie sich zum Vorteil aller auswirken. Die Positionen und Ämter, mit welchen diese Ungleichheiten zusammenhängen oder durch welche sie sich ergeben, sollen nach Rawls allen offenstehen. „Soziale und ökonomische Ungleichheiten müssen zwei Bedingungen erfüllen: erstens müssen sie mit Ämtern und Positionen verbunden sein, die unter Bedingungen fairer Chancengleichheit allen offenstehen; und zweitens müssen sie den am wenigsten begünstigten Angehörigen der Gesellschaft den größten Vorteil bringen (Differenzprinzip).“

## Gleichheit vor dem Gesetz

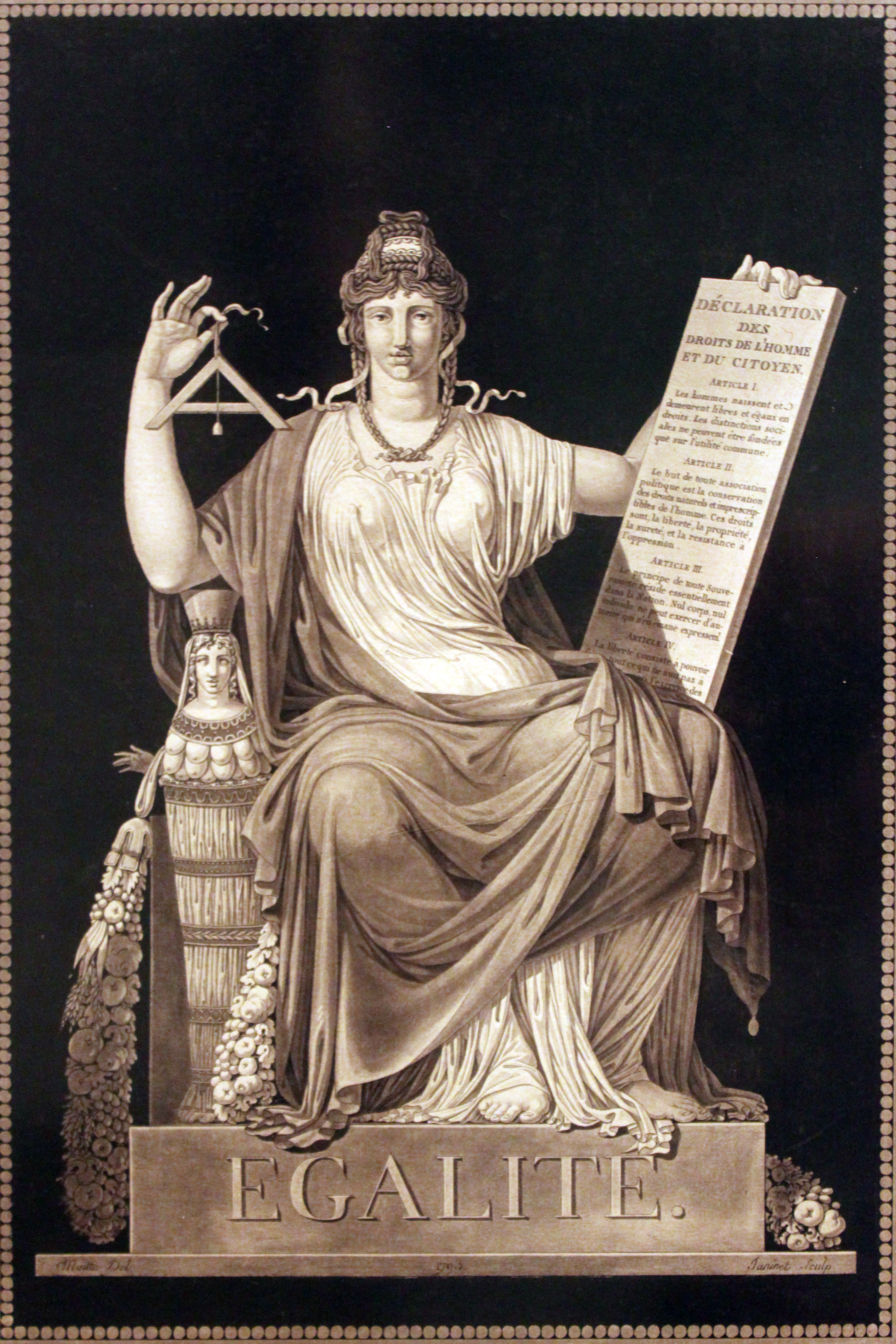
Égalité – die Gleichheit, 1793, Deutsches Historisches Museum Berlin

Gleichheit ist ein grundlegendes Merkmal der Gerechtigkeit. Sie ist in Deutschland und vielen anderen Staaten ein verfassungsmäßiges Recht. Wesentlich Gleiches ist gleich und wesentlich Ungleiches ist ungleich zu behandeln. Dabei ist zwischen Gleichberechtigung und Gleichstellung zu unterscheiden. Wann zwei Gegenstände „gleich“ sind, lässt sich nicht generell-abstrakt definieren, sondern bestimmt sich nach der wertenden Unterordnung unter einen gemeinsamen Oberbegriff (genus proximum). Entscheidend ist insoweit die Blickrichtung des maßgeblichen Betrachters. Jede danach festgestellte Ungleichbehandlung bedarf einer Rechtfertigung, sie darf insbesondere nicht willkürlich erfolgen. Dabei ist zunächst zu überprüfen, ob ein zulässiges Differenzierungskriterium zu Grunde gelegt wurde, also ob die Ungleichbehandlung gerade an dieser Unterscheidung festgemacht werden darf. Unzulässig ist in Deutschland beispielsweise eine Differenzierung anhand der in Art. 3 Abs. 3 GG genannten Attribute Geschlecht, Abstammung, Rasse, Sprache, Heimat und Herkunft, Glauben, religiöse und politische Anschauungen. Wegen einer Behinderung darf niemand benachteiligt werden. Soweit ein zulässiges Differenzierungskriterium gewählt wurde, müssen die verbleibenden Unterscheidungsmerkmale (differentia specifica) gegeneinander abgewogen werden.

„Der allgemeine Gleichheitssatz des Art. 3 Abs. 1 GG gebietet dem Gesetzgeber, wesentlich Gleiches gleich und wesentlich Ungleiches ungleich zu behandeln (vgl. BVerfGE 120, 1 <29>; 122, 210 <230>; stRspr). Er gilt für ungleiche Belastungen wie auch für ungleiche Begünstigungen (vgl. BVerfGE 116, 164 <180>; 122, 210 <230>). Aus dem allgemeinen Gleichheitssatz ergeben sich je nach Regelungsgegenstand und Differenzierungsmerkmalen unterschiedliche Grenzen für den Gesetzgeber, die vom bloßen Willkürverbot bis zu einer strengeren Bindung an Verhältnismäßigkeitserfordernisse reichen (vgl. BVerfGE 116, 164 <180>; 117, 1 <30>; 120, 1 <29>; 123, 1 <19>; stRspr). Für die Anforderungen an Rechtfertigungsgründe für gesetzliche Differenzierungen kommt es wesentlich darauf an, in welchem Maß sich die Ungleichbehandlung von Personen oder Sachverhalten auf die Ausübung grundrechtlich geschützter Freiheiten nachteilig auswirken kann (vgl. BVerfGE 105, 73 <110 f.>; 112, 164 <174>; 122, 210 <230>; stRspr). Genauere Maßstäbe und Kriterien dafür, unter welchen Voraussetzungen der Gesetzgeber den Gleichheitssatz verletzt, lassen sich nicht abstrakt und allgemein, sondern nur in Bezug auf die jeweils betroffenen unterschiedlichen Sach- und Regelungsbereiche bestimmen (vgl. BVerfGE 112, 268 <279>; 122, 210 <230>; stRpr).“

## Sprachgebrauch
Im Deutschen existieren mehrere Möglichkeiten, Gleichheit beziehungsweise Übereinstimmung auszudrücken. Häufig wird dabei zwischen der „Identität des Dings“ und der „Zugehörigkeit zur gleichen Gattung“ unterschieden, was mithilfe der Demonstrativpronomen „derselbe“, „dieselbe“, „dasselbe“ (Identität) beziehungsweise „der/die/das Gleiche“ (Gleichheit) ausgedrückt werden kann. Da jedoch häufig der Kontext über die Art der Relation Auskunft gibt, wird in diesen Fällen nicht streng zwischen „dasselbe“ und „das Gleiche“ unterschieden, was gemäß der Duden-Sprachberatung auch nicht immer nötig sei. Beispielsweise geht im Satz „Die beiden tragen dieselben/die gleichen Hosen“ aus dem Kontext hervor, dass von zwei Hosen die Rede ist, die hinsichtlich bestimmter Merkmale ununterscheidbar sind. Ebenso wird in der Beschreibung „jeden Tag um dieselbe Zeit“ (oder „um die gleiche Zeit“) aus dem Kontext ersichtlich, dass es sich um einen Termin handelt, der sich alle 24 Stunden wiederholt. Ohne ausreichenden Kontext können Missverständnisse bei diesem Sprachgebrauch auftreten. Ein Satz wie „Mein Nachbar fährt denselben Wagen wie ich“ kann auch aussagen, dass beide ein einziges vorhandenes Fahrzeug abwechselnd benutzen. Zur Verdeutlichung, dass beide jeweils einen Wagen desselben Herstellers und Typs benutzen, solle man nach Auffassung der Duden-Sprachberatung in jedem Fall sagen: „Mein Nachbar und ich fahren den gleichen Wagen.“ Im Englischen wird zwischen „das Gleiche“ (the equal one) und „das Identische“ (the identical one) unterschieden, meist sagt man aber nur the same one, was sowohl „das Gleiche“ als auch „dasselbe“ bedeutet.

## Mathematik
Anders als im alltäglichen Sprachgebrauch bezeichnet Gleichheit in der Mathematik nicht nur eine Übereinstimmung in wesentlichen Merkmalen, sondern vollständige Identität (wobei dies ein Pleonasmus ist, denn der Terminus „Identität“ beinhaltet bereits die „vollständige Übereinstimmung in allen Merkmalen“).
| allgemeiner Sprachgebrauch                 | mathematischer Sprachgebrauch | Übereinstimmung                                                                     |
| ------------------------------------------ | ----------------------------- | ----------------------------------------------------------------------------------- |
| a ist dasselbe wie b a ist mit b identisch | a ist gleich b a = b          | Alle Aussagen über a gelten ebenso für b und umgekehrt.                             |
| a und b sind gleich                        | a und b sind kongruent        | a und b stimmen in den im jeweiligen Zusammenhang relevanten Eigenschaften überein. |
| a und b sind einander ähnlich              | a und b sind äquivalent       | a und b stimmen in einer oder mehreren Eigenschaften überein.                       |

Diese Tabelle soll einen ersten groben Überblick über die typische Verwendung im mathematischen Sprachgebrauch geben – jeweils im Gegensatz zum allgemeinen. Da die Begriffe der allgemeinen Umgangssprache nicht präzis definiert sind und ebenso wenig definiert ist, welche Eigenschaften in einem Zusammenhang „relevant“ sind, darf man aus der Tabelle keine Schlüsse für den Sprachgebrauch im Einzelfall ziehen. Für die mathematischen Begriffe sind nur deren Definitionen maßgebend.

## Wirtschaft und Ökonometrie
Viele Ungleichverteilungsmaße der sozialwissenschaftlichen Statistik orientieren sich an der Gleichheit der Einkommensverteilung, Vermögensverteilung und der Verteilung von Ressourcen. Dies bedeutet jedoch nicht, dass Gleichverteilung das „Ziel“ der Erfassung von Ungleichverteilungen sei. Im Bereich der materiellen Ungleichverteilungen existiert der Zustand völliger Gleichheit nur als Referenz für die Messung von Ungleichheiten in der wirklichen Welt. Der Grad der Ungleichheit wird in der Ökonometrie mit verschiedenen Maßzahlen für die ungleiche Verteilung von Vermögen und Einkommen als Abstand zwischen der aktuellen Ressourcenverteilung und der theoretisch erreichbaren Gleichverteilung gemessen. Am häufigsten werden der Gini-Koeffizient, die Hoover-Ungleichverteilung, der Theil-Index und das Atkinson-Maß verwendet. Die letzten beiden Indizes gehört zur Klasse der Entropiemaße und werden in der Ökonometrie und Soziometrie zunehmend eingesetzt. Sie sind nicht normativ begründet, sondern nehmen Bezug zum Konzept der Entropie, wie es in der Thermodynamik und Informationstheorie definiert ist. Als solche charakterisieren sie die fehlende Information, um von einem bekannten Makrozustand auf den Mikrozustand des Systems schließen zu können, oder anders formuliert, die Anzahl der zugänglichen, energetisch gleichwertigen Mikrozustände.